# تریلاسیکلیب
تریلاسیکلیب (انگلیسی: Trilaciclib) یک داروی تجویزی است که برای کاهش دفعات سرکوب مغز استخوان ناشی از شیمی‌درمانی استفاده می‌شود.
شایع‌ترین عوارض جانبی این دارو شامل خستگی، سطوح پایین کلسیم، پتاسیم و فسفات؛ افزایش سطح آنزیم کبدی آسپارتات ترانس‌آمیناز، سردرد و احتمال عفونت در ریه‌ها (پنومونی) است. این دارو در فوریهٔ ۲۰۲۱ توسط سازمان غذا و داروی آمریکا تأیید شد.